# Sydney Ringer

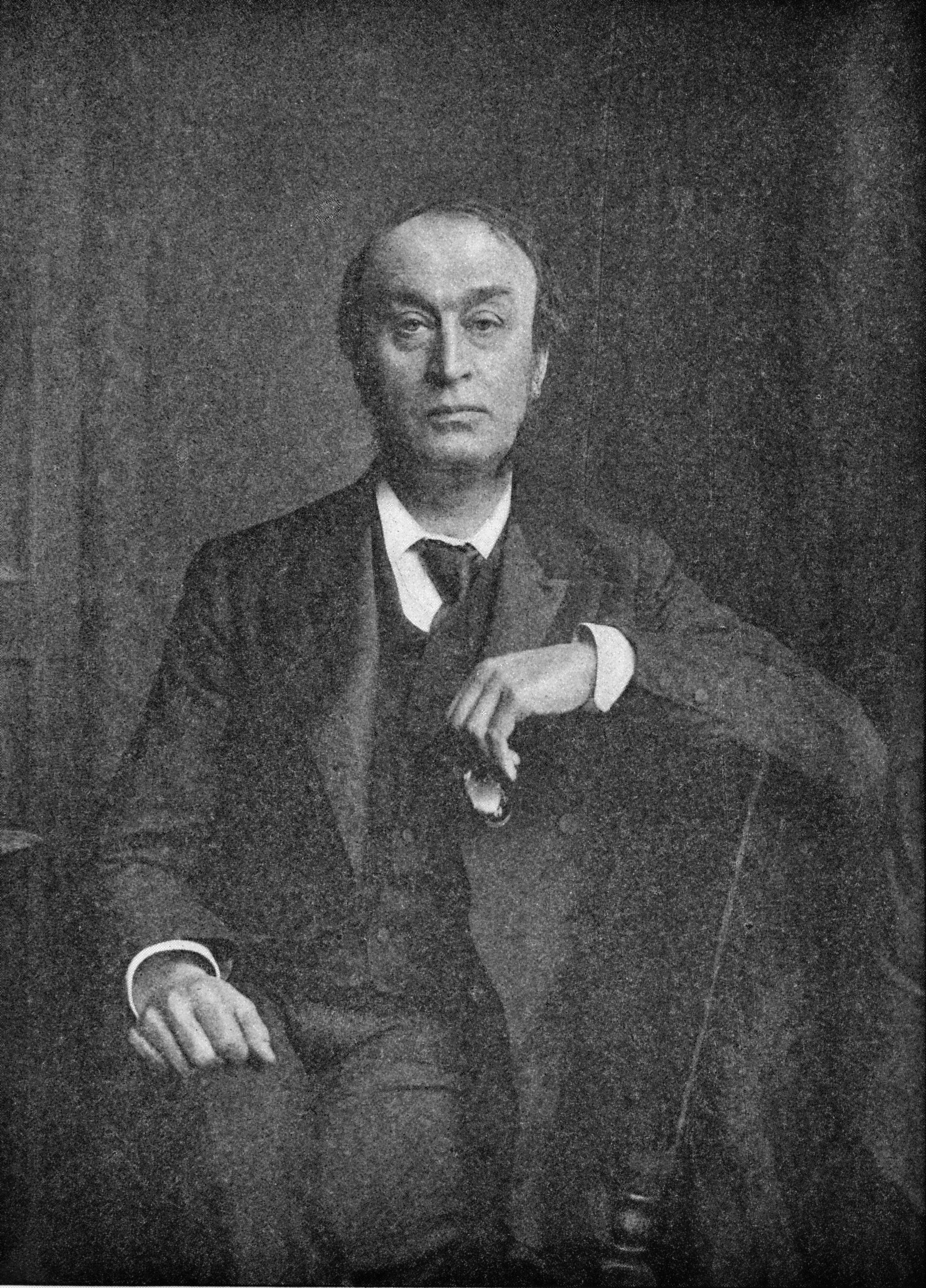
Sydney Ringer

Sydney Ringer, FRS (* März 1835 in Norwich; † 14. Oktober 1910 in Lastingham), auch als Sidney Ringer bekannt, war ein britischer Arzt, Physiologe und Pharmakologe, der für die Erfindung der Ringerlösung bekannt ist.

## Leben
Ringers Vater starb im Jahre 1843. Sein älterer Bruder John Melancthon kam in Shanghai zu großem Reichtum, sein jüngerer Bruder Frederick ging nach Japan und gründete in Nagasaki die Firma Holme, Ringer & Co und erhielt aufgrund des Erfolgs des Unternehmens den Beinamen „König von Nagasaki“.
Ringer begann 1854 sein Studium am University College London und lernte am University College Hospital. 1860 erlangte er den Bachelor in Medizin. Von 1861 bis 1862 war er als Arzt am University College Hospital tätig, im Jahr darauf machte er den Master in Medizin und wurde Assistenzarzt an der Universitätsklinik. Ab 1866 war er Facharzt an der Klinik. Von 1865 bis 1869 war er außerdem Assistenzarzt am Hospital for Sick Children.
Er lehrte am University College Hospital und war Professor für Materia medica, Pharmakologie und Therapeutik sowie für medizinische Prinzipien und die medizinische Praxis. Von 1887 bis zu seinem Rückzug im Jahr 1900 war er schließlich Professor für klinische Medizin. 1870 wurde er Mitglied des Royal College of Physicians, 1885 Mitglied der Royal Society.
Zwischen 1869 und 1897 erschien Ringer’s Handbook of Therapeutics in dreizehn Auflagen. Das Buch sollte ursprünglich eine Überarbeitung von Jonathan Pereiras Werk Elements of Materia Medica (erschienen 1839) darstellen, jedoch befasste Ringer sich weniger mit traditioneller Naturmedizin und Materia medica, sondern verfasste eine praxisbezogene Abhandlung über Wirkung und Indikation von Drogen.
Ringer war einer der ersten klinischen Forscher. Er beschäftigte sich mit der Patientenversorgung, erteilte klinischen Unterricht und verfasste einige Schriften. Außerdem hatte er ein eigenes kleines Labor in der Abteilung für Physiologie. Ein pharmakologisches Labor gab es am University College zum damaligen Zeitpunkt nicht.
Zusammen mit E. G. A. Morshead, William Murrell, Harrington Sainsbury und Dudley Buxton veröffentlichte er zwischen 1875 und 1895 über 30 wissenschaftliche Papiere über die Wirkung anorganischer Salze auf lebendes Gewebe, insbesondere Herz- und Skelettmuskelgewebe.
In den 1860ern entwickelte Carl Ludwig Perfusionstechniken zur Untersuchung entnommener Organe. Ringer stützte sich auf diese Erkenntnisse und erforschte insbesondere das Herz. Zwischen 1882 und 1885 erforschte Ringer in einer Reihe von Experimenten ein in 0,75%ige Natriumchloridlösung eingelegtes Froschherz. Er gab weitere Substanzen (wie Blut und Albumine) zu der Lösung hinzu und beobachtete die Auswirkung dieser Nährlösung auf das schlagende Herz. Sydney Ringer zeigte dabei, dass zur Aufrechterhaltung des Herzschlags eine kleine Menge Calciumchlorid in der Lösung erforderlich ist. Diese Feststellung machte er, als er bemerkte, dass sein Assistent Leitungswasser (das in London Calcium enthält) anstatt destilliertem Wasser verwendete. Das verwendete Leitungswasser besaß einen Calciumgehalt, der dem des menschlichen Blutes entspricht. Ringer gelang es somit, die Technik Ludwigs weiterzuentwickeln, sodass Organe auch bei längerer Lagerung funktionsfähig bleiben, sofern sie in einer Natriumchloridlösung mit Calciumchlorid  und Kaliumchlorid gelagert werden.
Dies stellte die Grundlage für die Ringerlösung dar, die in der Medizin weite Verbreitung fand. Auch die davon abgeleitete Ringer-Lactat-Lösung ist gebräuchlich.